# Oscillatoria princeps
Oscillatoria princeps (též Lyngbya princeps, Trichophorus princeps) je druh sinice z rodu drkalka (Oscillatoria), řádu Oscillatoriales. Její dlouhá vlákna mají velice širokou buněčnou stěnu (až 700 nm). Pohybuje se klouzavým pohybem, zřejmě to dělá produkcí šroubovicovitě uspořádaných fibril o průměru 6-9 nm.